# Friedland (Brandebourg)
Pour les articles homonymes, voir Friedland.
Friedland est une ville de l’arrondissement d'Oder-Spree, au Brandebourg, en Allemagne.